# Comuna Jarî, Baranivka
Jarî (în ucraineană Жарівська сільська рада) este o comună în raionul Baranivka, regiunea Jîtomîr, Ucraina, formată din satele Derevîșciîna și Jarî (reședința).

## Demografie
Componența lingvistică a satului Jarî
     Ucraineană (99,52%)
     Alte limbi (0,48%)
Conform recensământului din 2001, majoritatea populației satului Jarî era vorbitoare de ucraineană (99,52%), existând în minoritate și vorbitori de alte limbi.